# (31151) Sajichugaku
(31151) Sajichugaku est un astéroïde de la ceinture principale.

## Description
(31151) Sajichugaku est un astéroïde de la ceinture principale. Il fut découvert le 29 octobre 1997 à Saji par l'Observatoire de Saji. Il présente une orbite caractérisée par un demi-grand axe de 2,22 UA, une excentricité de 0,07 et une inclinaison de 5,3° par rapport à l'écliptique.

## Compléments